# Американская ассоциация го
Американская ассоциация го (American Go Association или AGA) — американская организация в го, отвечающая за деятельность и развитие в этом виде интеллектуального спорта в США.

## Информация об организации
Американская ассоциация го была основана в 1935 с целью популяризации игры го в США. AGA является одной из старейших неазиатских го-организаций. Одним из основателей ассоциации является международный мастер по шахматам Эдуард Ласкер.
Направления деятельности Американской ассоциации го:
- Публикация еженедельника The American Go E-Journal (более 13000 подписчиков)[4];
- Координация и пересчёт рейтинга американских игроков[5];
- Поддержка и развитие региональных го-организаций;
- Организация и проведение ежегодного Американского Го-конгресса[6];
- Организация представительства американских спортсменов на международных турнирах по го;
- Проведение соревнований по го различного уровня.

AGA является членом Международной федерации го. AGA создала собственные правила, применяемые на турнирах, проводимых этой ассоциацией — Правила AGA. Правила существуют с 1966 года, последние изменения внесены в 2004 году; основные моменты сходны с китайскими правилами го.

## Ключевые фигуры
- Президент ассоциации — Gurujeet Khalsa

Профессиональные игроки:
- Майкл Редмонд (9 проф. дан) — американец, получивший профессиональный разряд по го, также — единственный неазиатский игрок, имеющий ранг 9 профессионального дана[8][9].
- Фэн Юнь (9 проф. дан) — игрок китайского происхождения, проживающая и работающая в США, чемпионка мира среди женщин[10].
- Илунь Ян (7 проф. дан) — игрок китайского происхождения, проживающий и работающий в США.
- Минцзю Цзян (7 проф. дан) — игрок китайского происхождения, проживающий и работающий в США.
- Сяожэнь Хэ (5 проф. дан)
- Дженис Ким (3 проф. дан) — первый неазиатский игрок, получивший профессиональный статус в Корейской ассоциации падук, автор нескольких книг по го.
- Дженни Шэнь (2 проф. дан)
- Джеймс Кервин (1 проф. дан)
- Хуэйжэнь Ян (1 проф. дан)
- Сюэфэнь Линь (1 проф. дан)
- Чэньшо Ли (1 проф. дан)

Профессиональные игроки, получившие титул в США после внедрения собственной системы:
- 2012: Энди Лю (1p) и Ганшэн Ши (1p)[12]
- 2014: Калвин Сун (2p)[13]
- 2015: Райан Ли (3p)[14]
- 2016: Эрик Лю (1p)[15]
- 2022: Кевин Ян (1p) и Александр Ци (1p)[16]